# کینگ کونگ

کینگ کونگ در فیلم کینگ کونگ (۲۰۰۵)

کینگ کونگ (به انگلیسی: King Kong) نام غولی خیالی است که در فیلم‌های سینمایی و کمیک‌های زیادی از آن استفاده شده‌است. این شخصیت ابتدا در سال ۱۹۳۳ در فیلم کینگ کونگ ظاهر شد. سپس این فیلم دوباره به غیر از نسخه‌های فرعی دیگر خود در سال‌های ۲۰۰۵ و ۲۰۱۷ بازسازی شد. کینگ کونگ معمولاً گونه‌اش به گوریل عظیمی مربوط می‌شود و داستان‌هایش در جزیره جمجمه اتفاق می‌افتند. کینگ کونگ همچنین از معروف‌ترین هیولاهای تاریخ سینما نیز به‌شمار می‌رود. در سال 2021 اولین مجموعه از سری فیلم های گودزیلا علیه کنگ منتشر گردید که در آن کینگ کونگ به صورت مستقیم با هیولای معروف ژاپنی یعنی گودزیلا رو در رو می شود.